# Angel Youth
Angel Youth är ett studioalbum av gruppen Last Days of April, utgivet 2000. En låt med samma titel fanns med på deras nästkommande album, Ascend to the Stars (2002).

## Låtlista
1. "From Here to Anywhere" - 5:06
2. "Aspirins and Alcohol" - 4:10
3. "The Days I Recall Being Beautiful" - 6:32
4. "Will the Violins Be Playing?" - 3:10
5. "Glowing Me Choking You" - 4:10
6. "Make Friends With Time" - 4:33
7. "Two Hands and Ten Fingers" - 4:57
8. "Life Companion Murphy's Law" - 3:23
9. "Down the Aisle (with You)" - 4:03
10. "Make Friends with Time Instrumental" - 6:45

## Singlar

### Will the Violins Be Playing?
1. "Will the Violins Be Playing?"
2. "Chainsaw Cristmas" (tidigare outgiven)